# Вила ди Сото (Парма)
Вила ди Сото (итал. Villa di Sotto) је насеље у Италији у округу Парма, региону Емилија-Ромања.
Према процени из 2011. у насељу је живело 21 становника. Насеље се налази на надморској висини од 758 м.